# Acetilacetone
L'acetilacetone è un dichetone di formula CH3COCH2COCH3.
A temperatura ambiente si presenta come un liquido incolore dall'odore sgradevole. È un composto infiammabile e nocivo.
È presente sotto due forme tautomeriche: enolica (favorita in solventi non polari) e chetonica (favorita in ambienti polari), ma è trattabile come un singolo composto.
Per azione di una base perde facilmente l'idrogeno in α tra i due carbonili (può essere eliminato anche il successivo) dando il carbanione acetilacetonato, importante intermedio sfruttato in sintesi organica.

## Preparazione
I metodi per sintetizzare l'acetilacetone sono principalmente tre.
A livello industriale questo dichetone si produce tramite isomerizzazione termica o catalitica dell'acetato di isopropenile e successiva distillazione frazionata per allontanare prodotti indesiderati.
Una seconda sintesi prevede una semplice condensazione di Claisen  tra l'acetone e l'acetato di etile in presenza di etanoato di sodio ed etanolo seguita da un quenching idrolitico (ad opera per esempio di acido solforico).
Una terza sintesi invece fa uso di acetone ed anidride acetica con trifluoruro di boro come catalizzatore.

## Proprietà
L'acetilacetone è un composto che va incontro ad una tautomeria cheto-enolica, e le due forme possono prevalere l'una sull'altra in funzione del solvente: in solventi polari, per esempio, è favorita la forma chetonica per i legami ad idrogeno che essa può fare.

Il composto è un acido debole (la sua pKa in acqua vale circa 8,93) e in acqua può dissociarsi creando l'anione acetilacetonato, il quale possiede tre formule di risonanza con conseguente delocalizzazione elettronica e formazione di una sorta di "anello aromatico".
In presenza di basi ancora più forti (come gli organolitio) l'acetilacetone viene deprotonato due volte.

## Utilizzi
L'acetilacetone viene utilizzato come intermedio nelle sintesi di composti eterociclici, coloranti; come componente di catalizzatori per reazioni di polimerizzazione; come solvente o come agente estrattivo.
L'anione acetilacetonato viene invece impiegato come legante bidentato e per complessare i metalli (soprattutto quelli di transizione) per produrre gli acetilacetonati metallici, composti usati come catalizzatori in varie sintesi industriali o studiati per le loro attività biologiche.
La reazione che produce l'acetilacetonato metallico è la seguente:
{\displaystyle {\ce {M^z+ + z H(Acac) <=> M(Acac)_z + zH+}}}